# Mampikony (stad)
Mampikony is een stad in Madagaskar, gelegen in de regio Sofia. 

## Geschiedenis
Tot 1 oktober 2009 lag Mampikony in de provincie Mahajanga. Deze werd echter opgeheven en vervangen door de regio Sofia. Tijdens deze wijziging werden alle autonome provincies opgeheven en vervangen door de in totaal 22 regio's van Madagaskar.

## Infrastructuur
Naast het basisonderwijs biedt de stad zowel middelbaar als hoger onderwijs aan. De stad beschikt tevens over haar eigen ziekenhuis.

## Economie
Landbouw en veeteelt bieden werkgelegenheid aan respectievelijk 75% en 10% van de beroepsbevolking. Het belangrijkste gewas in Maintirano zijn rijst en uien, terwijl een ander belangrijk producten cassave betreft. In de  dienstensector werkt 15% van de bevolking.